# Championnat de France féminin de beach soccer
Ne doit pas être confondu avec le National Beach Soccer, compétition masculine.
Le championnat de France féminin de beach soccer, plus connu sous le nom de National Beach Soccer féminin, est une compétition de beach soccer regroupant les clubs français de beach soccer féminins.
La première édition se tient en 2017. 

## Histoire
En 2017, un tournoi féminin est mis en place. Il comprend quatre sélections de Ligues régionales et est remporté par celle du Grand Est. En 2018, la Ligue d’Occitanie l'emporte.
À partir de 2019, les clubs participent à la compétition. Le Grand Calais bat ESOF Vendée La Roche en finale (8-2).
En 2024, cinq ans après cette première version de club, le National Beach Soccer Féminin revient. Interrompue pendant quatre années de 2020 à 2023, notamment en raison de la crise sanitaire du Covid-19, la compétition a lieu à Canet-en-Roussillon. La Marseille Beach Team s'adjuge le National Beach Soccer féminin 2024 contre le Nantes Métropole Futsal (5-1).

## Palmarès
| Année | Champion                                                                                | Vice-champion                                                                           | Participants                                                                            |
| ----- | --------------------------------------------------------------------------------------- | --------------------------------------------------------------------------------------- | --------------------------------------------------------------------------------------- |
| 2017  | Ligue du Grand Est                                                                      |                                                                                         | 4                                                                                       |
| 2018  | Ligue d'Occitanie                                                                       |                                                                                         |                                                                                         |
| 2019  | Grand Calais                                                                            | ESOFV La Roche-sur-Yon                                                                  |                                                                                         |
| 2020  | Compétition arrêtée en raison de la pandémie de Covid-19 en France, titre non attribué. | Compétition arrêtée en raison de la pandémie de Covid-19 en France, titre non attribué. | Compétition arrêtée en raison de la pandémie de Covid-19 en France, titre non attribué. |
| 2021  | Pas de compétition en raison de la pandémie de Covid-19 en France.                      | Pas de compétition en raison de la pandémie de Covid-19 en France.                      | Pas de compétition en raison de la pandémie de Covid-19 en France.                      |
| 2022  | Non disputé                                                                             | Non disputé                                                                             | Non disputé                                                                             |
| 2023  | Non disputé                                                                             | Non disputé                                                                             | Non disputé                                                                             |
| 2024  | Marseille Beach Team                                                                    | Nantes Métropole Futsal                                                                 | 8                                                                                       |